# Municipio de San Juan Mixtepec -Distrito 08-
El municipio de San Juan Mixtepec, estadísticamente llamado San Juan Mixtepec -Distrito 08- para diferenciarlo de la demarcación homónima, es uno de los 570 municipios en que se divide el estado mexicano de Oaxaca, ubicado en la Región Mixteca Oaxaqueña y en el Distrito de Juxtlahuaca.

## Geografía
San Juan Mixtepec -Distrito 08- se encuentra ubicado en la noroeste del estado de Oaxaca formando parte de la Región Mixteca Oaxaqueña, sus coordenadas geográficas extremas son 17° 13' - 17° 31' de latitud norte y 97° 45' - 97° 58' de longitud oeste y tiene una extensión territorial de 209.24 kilómetros cuadrados que representan 0.22 % del total del estado de Oaxaca; su relieve es accidentado, fluctuando su altitud entre un mínimo de 1 600 y un máximo de 3 000 metros sobre el nivel del mar.
Limita al norte con el municipio de Tezoatlán de Segura y Luna, al noreste con el municipio de San Juan Ñumí, al este con el municipio de Santiago Nundiche, al sureste con el municipio de Heroica Ciudad de Tlaxiaco, al sur con el municipio de San Martín Itunyoso, al suroeste con el municipio de Santiago Juxtlahuaca y el noroeste con el municipio de Santos Reyes Tepejillo.

## Demografía
De acuerdo con los resultados del Censo de Población y Vivienda de 2010 realizado por el Instituto Nacional de Estadística y Geografía la población total del municipio de San Juan Mixtepec, distrito 08, es de 15 986 habitantes, de los que 7 759 son hombres y 8 227 son mujeres.

### Localidades
En el municipio de San Juan Mixtepec -Distrito 08- se localizan 63 localidades, las principales y su población en 2010 se enlistan a continuación:
| Localidad                       | Población |
| Total Municipio                 | 7 611     |
| San Juan Mixtepec -Distrito 08- | 1 670     |
| Santa María Teposlantongo       | 481       |
| Santa Cruz                      | 465       |
| Los Tejocotes                   | 338       |
| Yosonduu                        | 218       |
| Loma Reyes Almacén              | 42        |

## Política
El municipio de San Juan Mixtepec -Distrito 08- es uno de los 418 municipios oaxaqueños que para la elección de sus autoridades se rige por el principio denominado usos y costumbres, es decir, en ellos no opera el sistema de elección mediante partidos políticos que funciona en todos los restantes municipios de México, como un medio para preservar y proteger las costumbres y cultura del lugar. El ayuntamiento de San Juan Mixtepec es electo para un periodo de tres años no renovables para el periodo inmediato pero si de forma no consecutiva mediante una asamblea abierta celebrada en la explada del Palacio Municipal; el periodo constitucional comienza el día 1 de enero del año siguiente a su elección. El Ayuntamiento se integra por el presidente municipal, un Síndico y un cabildo formado por tres regidores.

### Subdivisión administrativa
El municipio de divide en seis agencias municipales, siete agencias de policía y seis núcleos rurales.

### Representación legislativa
Para la elección de diputados locales al Congreso de Oaxaca y de diputados federales a la Cámara de Diputados federal, San Juan Mixtepec -Distrito 08- se encuentra integrado en los siguientes distritos electorales:
Local:
- Distrito electoral local de 7 de Oaxaca con cabecera en Putla Villa de Guerrero.[5]

Federal:
- Distrito electoral federal 6 de Oaxaca con cabecera en Heroica Ciudad de Tlaxiaco.[6]

### Presidentes municipales
- (1999 - 2001) Willevaldo Sánchez Rojas
- (2002 - 2004) Hilarión Hernández Santiago
- (2005 - 2007) Higinio Hernández Hernández
- (2008 - 2010) Leonel Martínez Sánchez
- (2011 - 2013) Feliciano Martínez Bautista[7]